# Freerunning

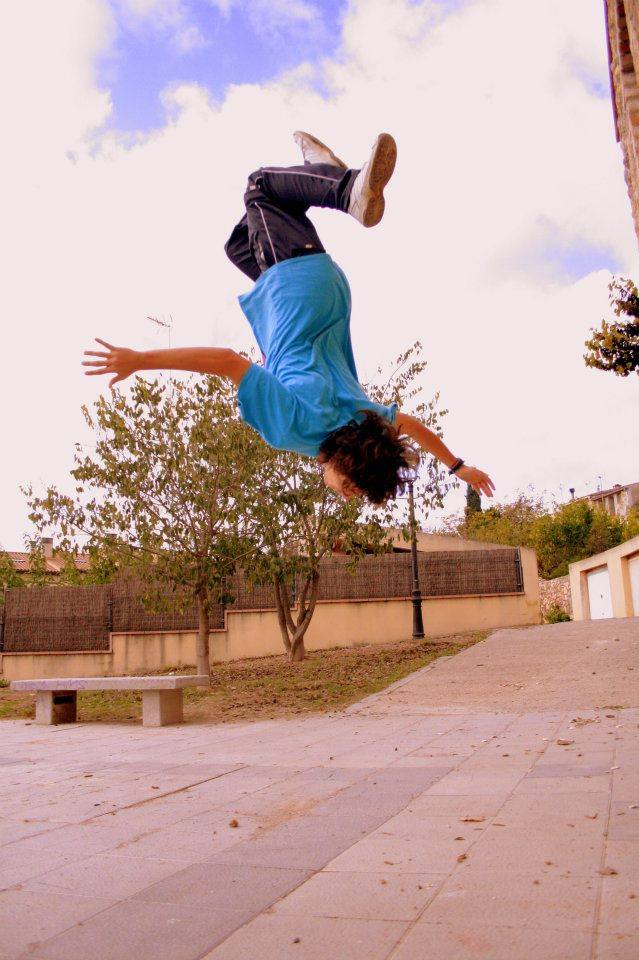
Een freerunner doet een wallflip.

Freerunning is  een sport, waarbij een renner - de freerunner - zich sierlijk door de (meestal) stedelijke omgeving begeeft door muren, ramen, auto’s enz. niet als obstakels, maar juist als hulpmiddelen te zien. De continuïteit van de bewegingen wordt hierbij flow genoemd. 
De sport is geïnspireerd op parkour⁣, maar met het verschil dat parkour vooral gericht is op snelheid en efficiëntie, freerunning daarentegen is gericht op acrobatiek. De techniek is overgenomen uit de gymnastiek, tricking, capoeira, en zelfs breakdancing. 
De freerunner poogt zich te ontwikkelen naar het ultieme gevoel van vrijheid, lichaamscontrole en kracht. Freerunnen is overigens geen wedstrijdsport, maar draait om de zogenaamde 5 F’s: Fun, Freedom, Fitness, Friendship en Fulfilment.

## Geschiedenis

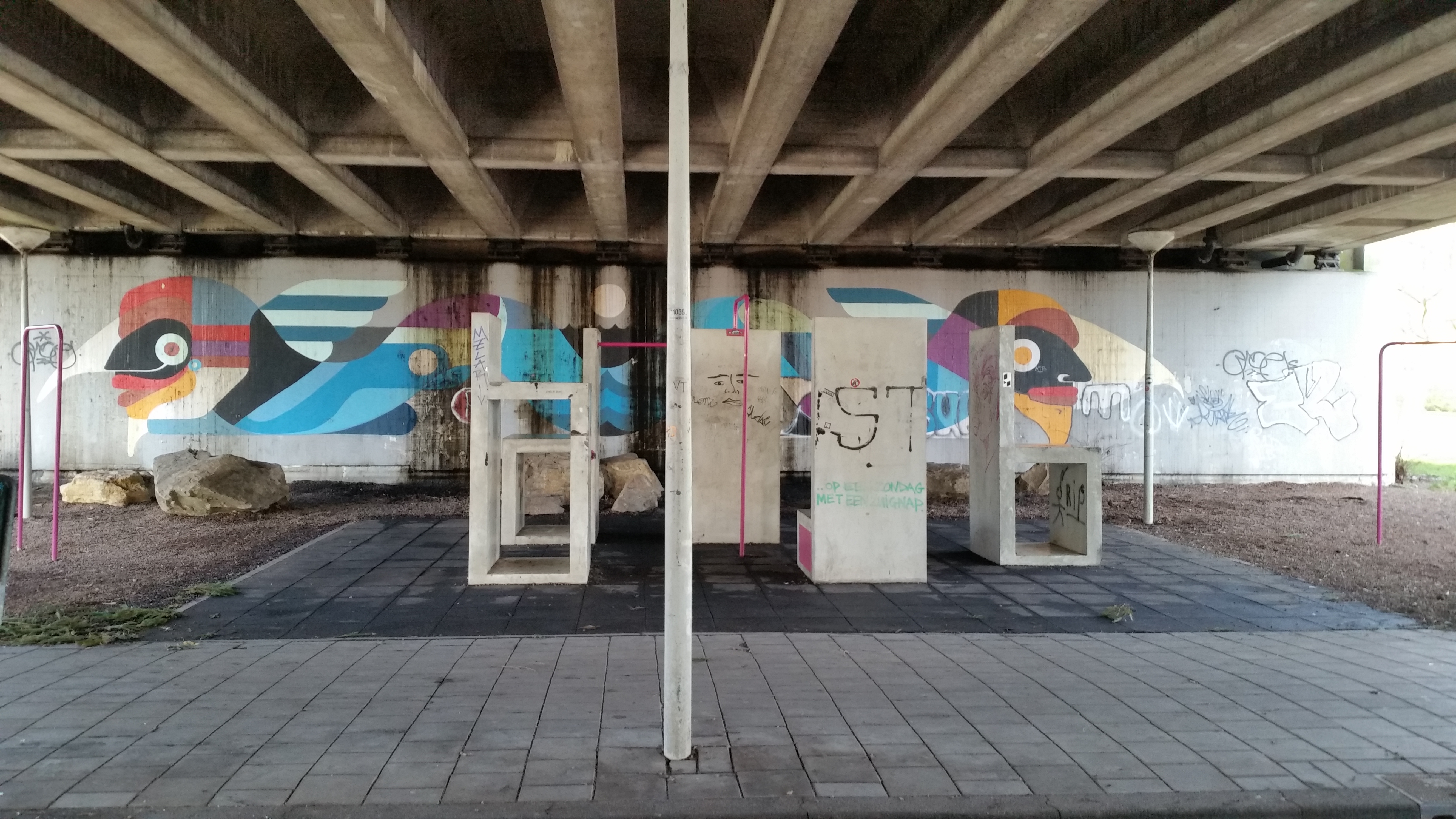
Freerunningobjecten in de onderdoorgang van de Utrechtsebrug in het Martin Luther Kingpark, Amsterdam-Zuid.

Freerunning is in de jaren 80 ontstaan in Parijs, waar een groep jongeren zocht naar manieren om te kunnen sporten en bewegen in een volle stedelijke omgeving. Ze bedachten hardloopparkoersen om zo snel mogelijk van het ene naar het andere punt te komen, gebruikmakend van de obstakels die ze tijdens het rennen tegenkwamen. Deze vorm van sport kreeg de naam parkour. Hieruit ontwikkelde zich vervolgens het freerunnen, dat zich minder richt op het zo snel mogelijk bereiken van de bestemming, maar meer op de acrobatische kant van het afleggen van het traject.
Sébastien Foucan wordt gezien als de grondlegger van freerunning. Hij komt in de Britse documentaire Jump London aan het woord. De term Freerunning wordt hierin mogelijk voor het eerst genoemd door Guillaume Pelletier.
Freerunnen groeide snel als sport en anno 2020 werd de mogelijkheid besproken om er vanaf 2024 een olympische sport van te maken. Niet iedereen was van het idee gecharmeerd, want freerunnen is een sociale sport en er werd gevreesd dat als het olympisch wordt, de nadruk te veel komt te liggen op het wedstrijdelement. Aan de andere kant zouden er competities nodig zijn om publiek te trekken. Hoewel de deur naar de Olympische Spelen van 2024 nog niet helemaal op slot zijn, heeft het Internationaal Olympisch Comité tegen het eind van 2020 vooralsnog de mogelijkheid afgewezen.

## Bekende freerunners

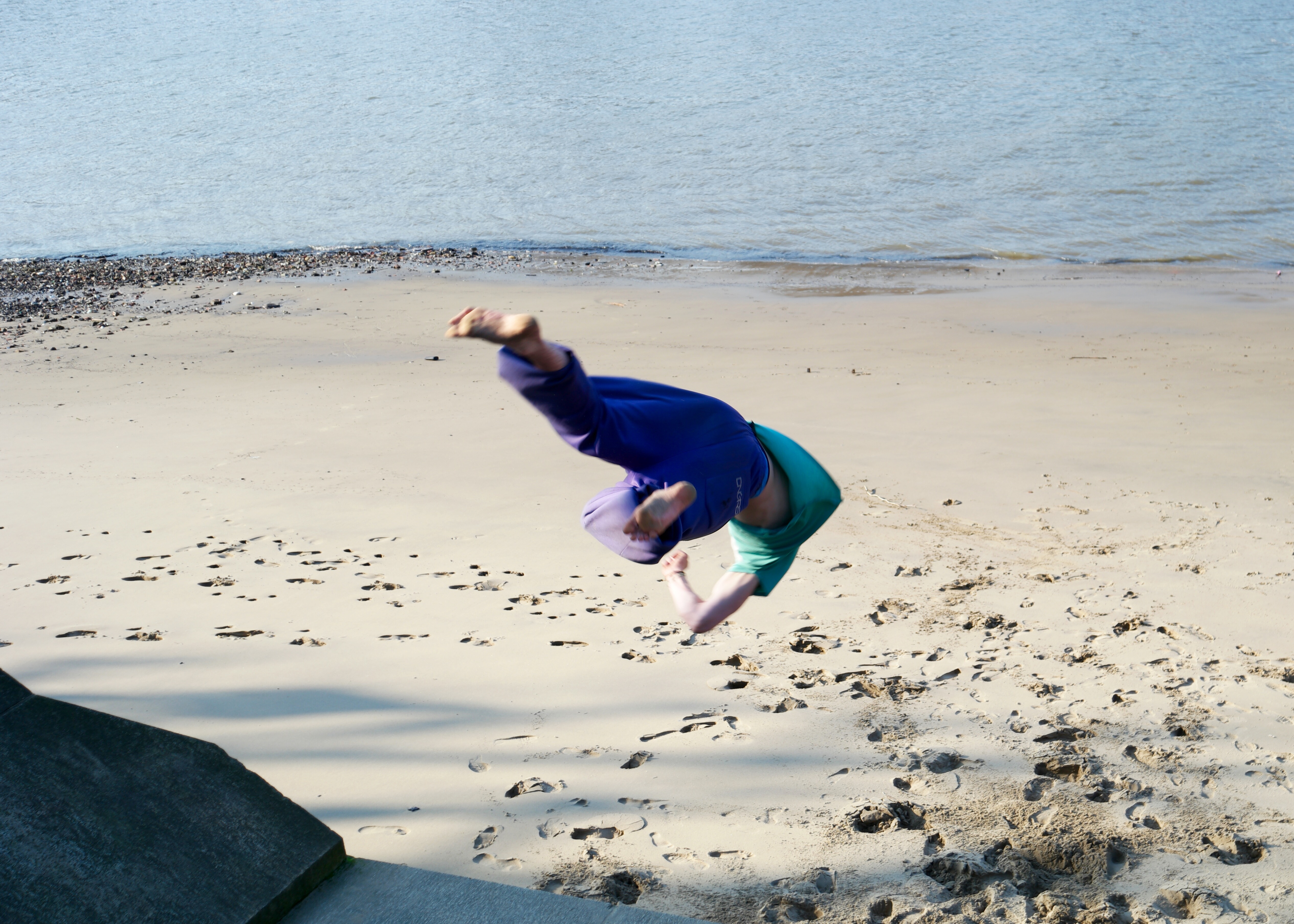
Een freerunner aan de South Bank, Londen

- Sébastien Foucan. Grondlegger van het freerunnen.
- Saskia Neville.[5] Met het freerunnen als basis is zij stuntvrouw in diverse films.[6][7]
- Luciano Balestra.[8]
- Wendy Ruijfrok
- Noa Diorgina Man, in 2021 de jongste wereldkampioen in het freerunnen tot dan toe.[9]